# Proteste in Algeria del 2010-2012
Le proteste in Algeria del 2010-2012 si sono verificate in numerose città della Algeria. Le proteste si inseriscono nel contesto delle proteste nel mondo arabo avvenute in numerosi Stati del Nordafrica e del Vicino Oriente tra la fine del 2010 e i primi mesi del 2011. I torbidi si rivolgono in principal modo contro il regime di Abdelaziz Bouteflika, presidente dal 1999.

## Cronaca degli eventi principali

### L'aumento del prezzo degli alimenti

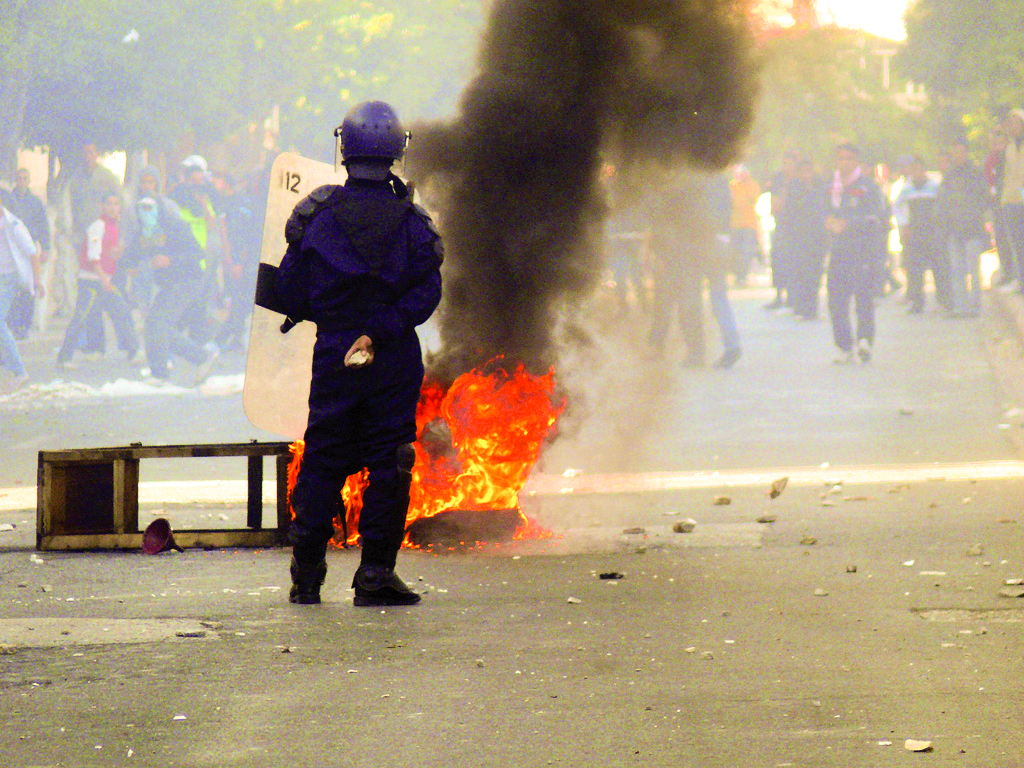
Incidenti ad Algeri

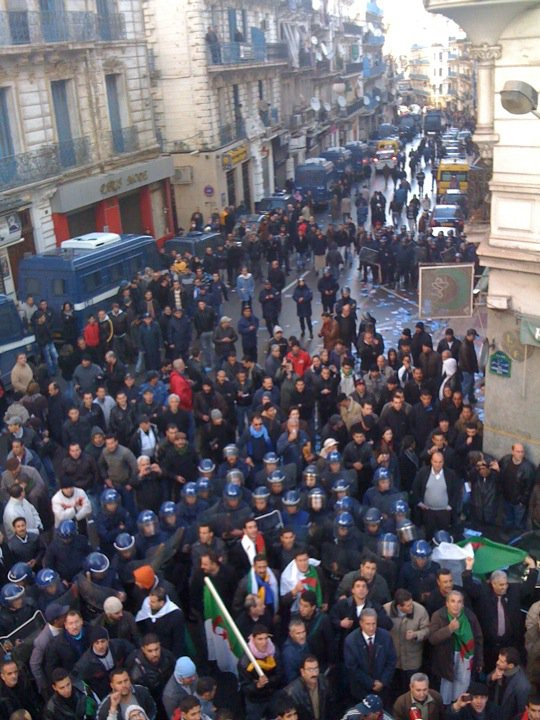
Manifestazione del RCD ad Algeri

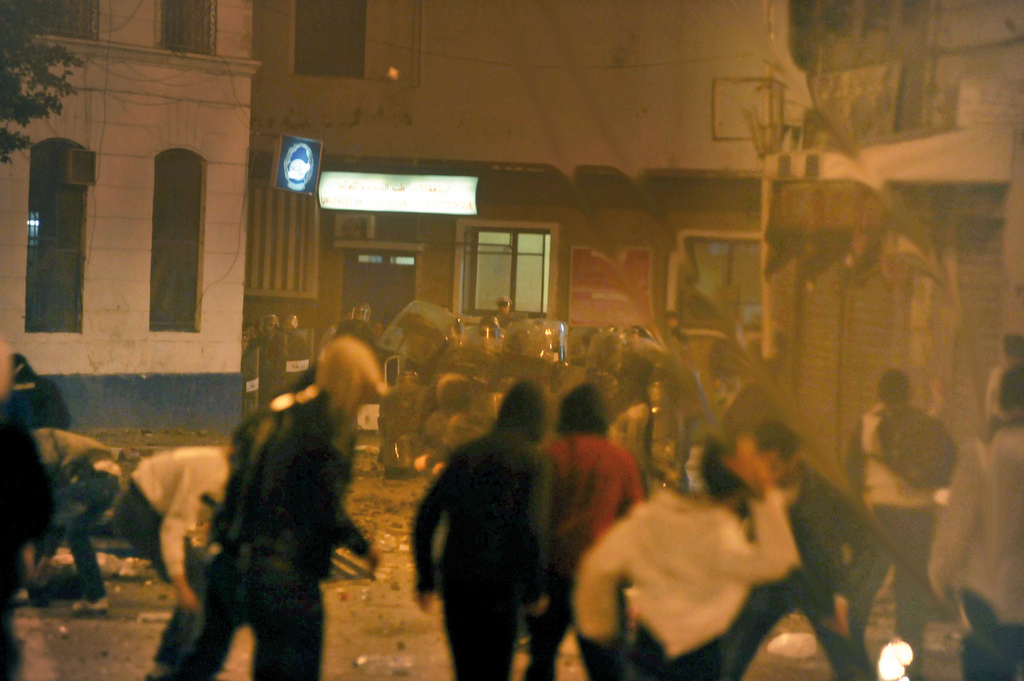
L'esplosione della protesta a metà gennaio

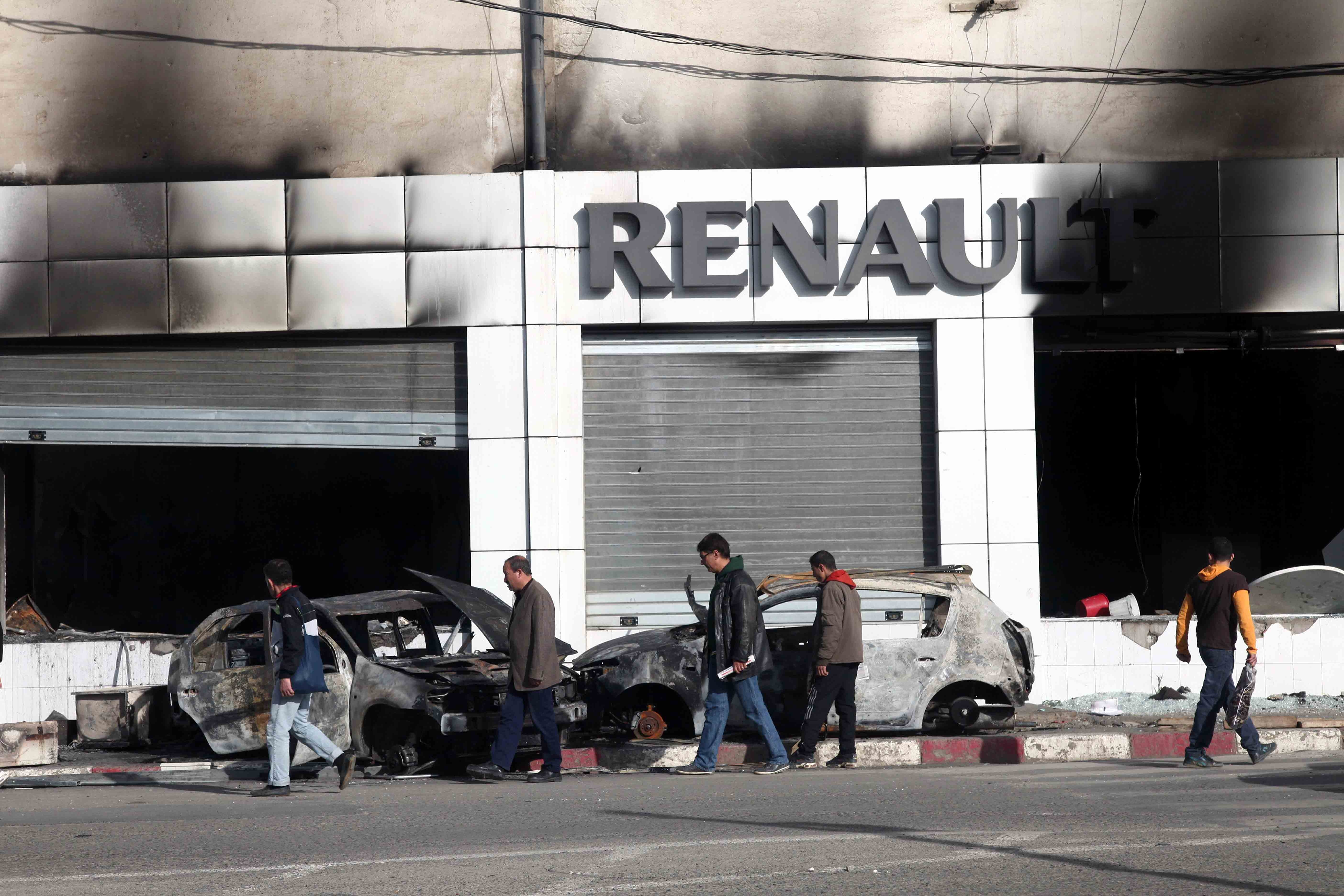
Atti vandalici contro una concessionaria di automobili ad Algeri

L'impennata dei prezzi di prima necessità, tra cui pane, olio e zucchero, (il governo aumenta i costi nell'ordine del 20-30%), provoca all'inizio di gennaio, una scia di proteste in diverse città algerine. Il bilancio è di due morti e diversi feriti. Sempre a gennaio si verificano scontri tra manifestanti e polizia ad Algeri, dove il partito di opposizione "Raggruppamento per la Cultura e la Democrazia" capeggia le proteste. I provvedimenti correttivi del governo non fermano le migliaia di manifestanti, per la maggior parte attivisti dei partiti d'opposizione e sindacalisti, che si uniscono attorno alla richiesta di dimissioni del presidente Abdelaziz Bouteflika, al potere da quasi 12 anni.

### Promesse del governo
Anche la corruzione, la disoccupazione giovanile e la povertà sono tra le cause principali della rivolta. Il governo promette interventi per migliorare la situazione e Bouteflika si impegna ad abrogare lo stato d'emergenza. Dall'inizio di gennaio inoltre si registrano una decina di casi di auto-immolazioni per protesta contro il regime. In febbraio le dimostrazioni non si fermano e arresti si verificano tra i manifestanti che sfilano nella capitale del paese.
Dopo gli scioperi e le proteste di alcune categorie professionali nelle settimane precedenti, gli studenti sfidano il divieto degli assembramenti e proteste si verificano il 22 febbraio ad Algeri, nelle quali si richiede la cacciata del governo e la fine dello stato d'emergenza, in atto da 19 anni, che comporta la possibilità di adottare misure speciali da parte della polizia contro gli oppositori.

### Abrogazione dello stato d'emergenza
Il 22 febbraio il governo algerino decide di dare il via libera alla revoca dello stato d'emergenza. Secondo molti analisti si tratta però di un provvedimento di facciata, considerato il ruolo primario ancora attribuito all'esercito, che rimane l'interprete della lotta "al terrorismo e alla sovversione", fattispecie giuridica nella quale il governo potrebbe virtualmente includere le proteste di piazza più violente. La revoca dello stato d'emergenza, promessa dal governo nelle scorse settimane, giunge alla fine di lunghe e talvolta tragiche manifestazioni antigovernative. Bouteflika annuncia anche numerose misure economiche e sociali, per combattere la disoccupazione, in particolare giovanile, e si impegna a sostenere la creazione, entro cinque anni, di 3 milioni di posti di lavoro, e la costruzione di migliaia di alloggi.
Il 26 febbraio si svolge ad Algeri, per il terzo sabato consecutivo, una marcia di protesta per le vie della capitale, malgrado la revoca il giorno prima delle leggi speciali. La manifestazione è impedita dalla polizia e tafferugli scoppiano tra agenti e dimostranti, scesi in piazza insieme ai membri del Raggruppamento per la cultura e la democrazia. I dimostranti scesi in strada contro il regime di Bouteflika sono fatti oggetto di una sassaiola da parte dei sostenitori del presidente. Anche un deputato della RCD rimane gravemente ferito nel corso della manifestazione.
A inizio marzo le manifestazioni non si fermano e alcuni scontri continuano a registrarsi tra i sostenitori del presidente Bouteflika e gli oppositori del regime. I cortei dell'opposizione che sfidano il divieto degli affollamenti vengono bloccati dal sistema di sicurezza messo a punto dal governo nelle recenti settimane.